# Volvo XC40
Volvo XC40 – samochód osobowy typu SUV klasy kompaktowej produkowany pod szwedzką marką Volvo od 2017 roku.

## Historia i opis modelu

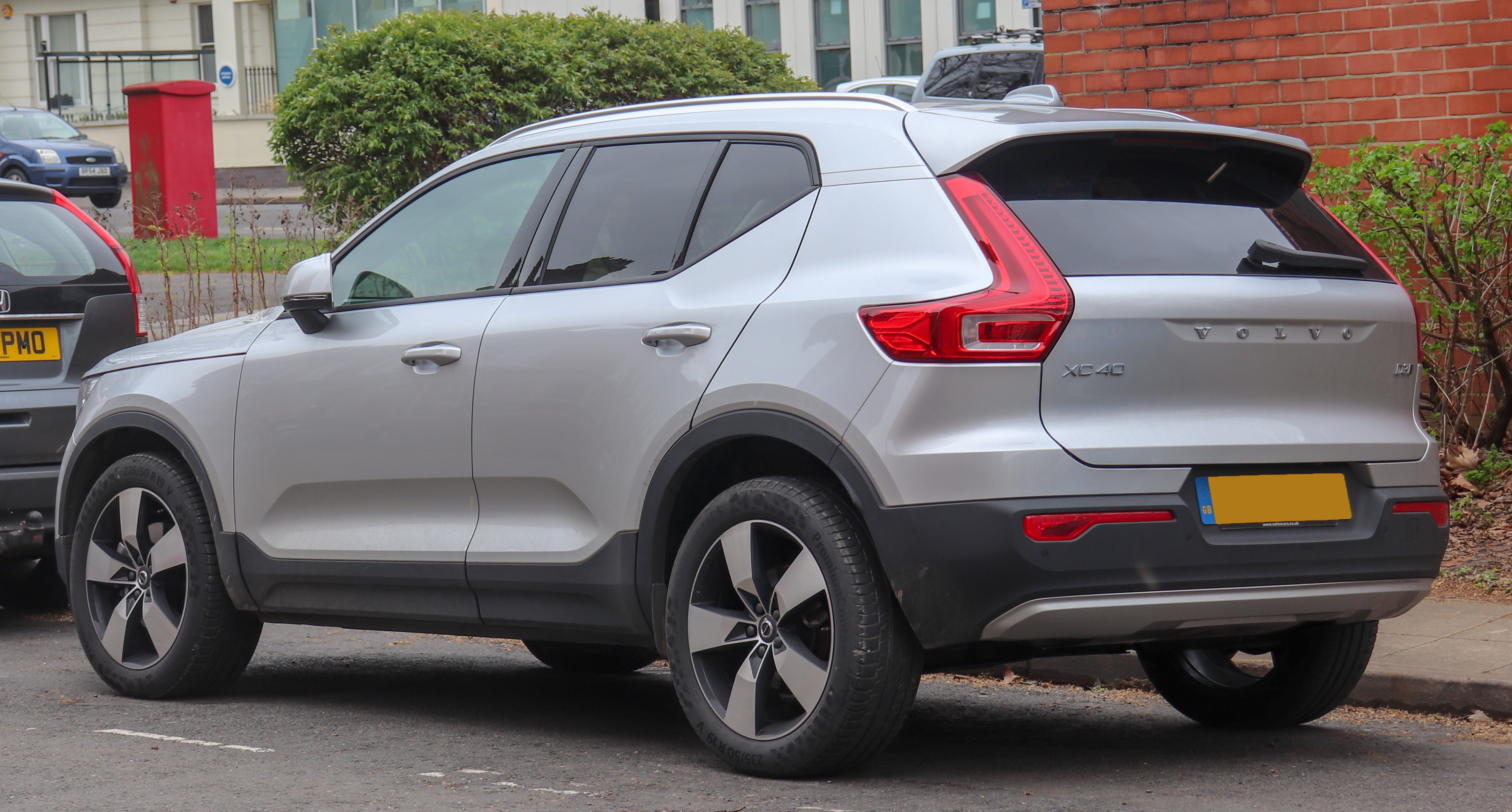
Volvo XC40 – tył

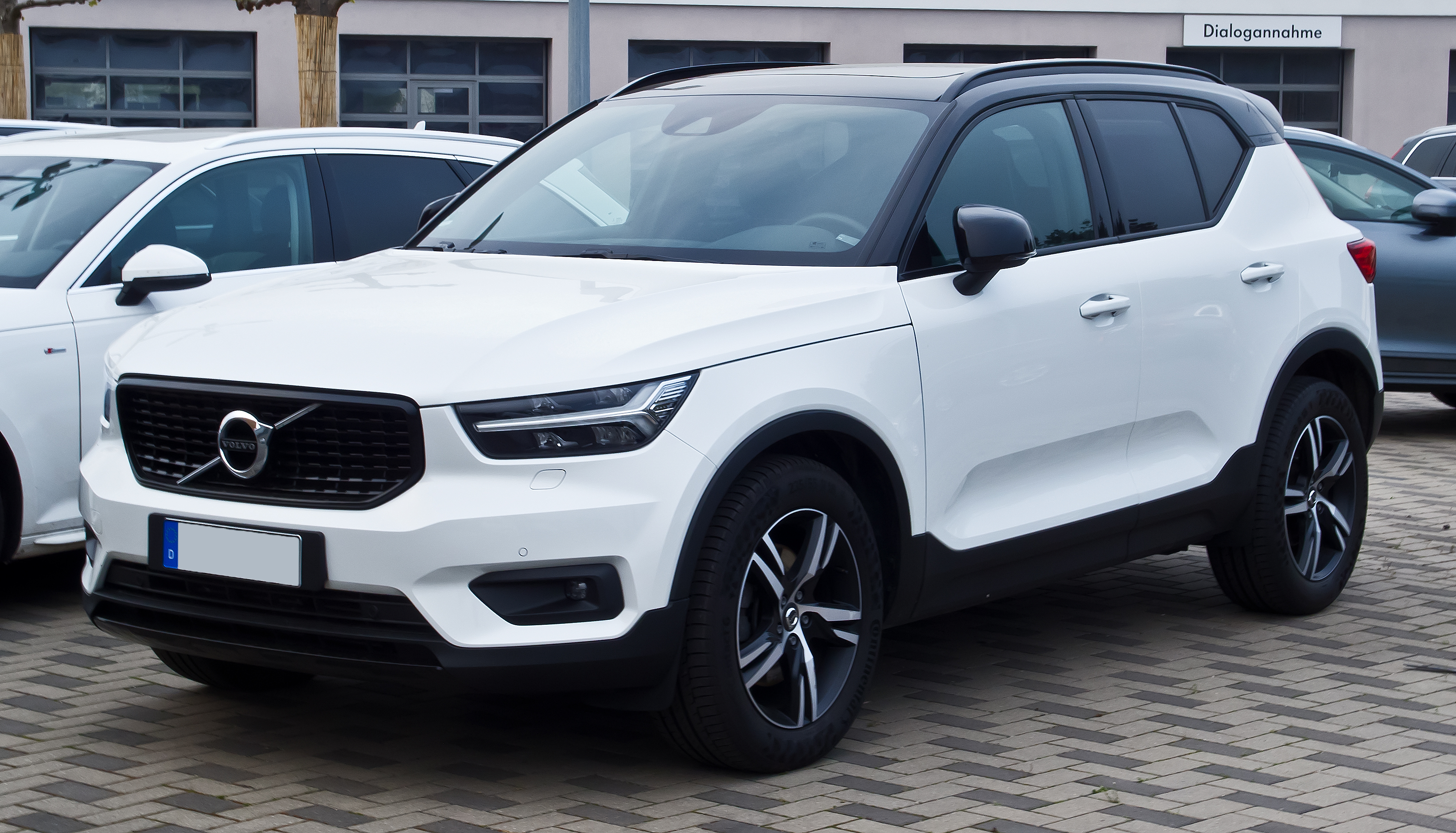
Volvo XC40 R-Design

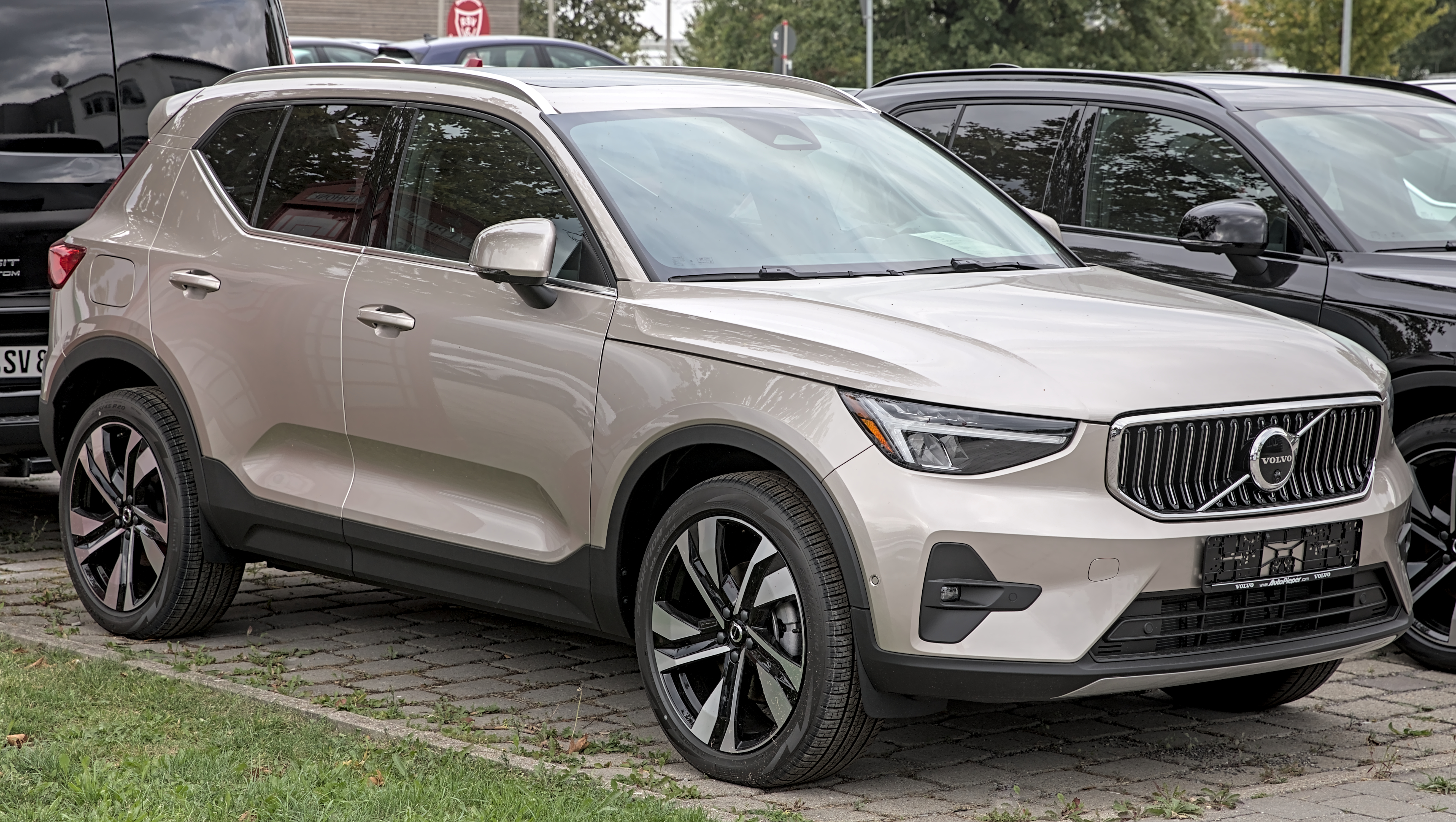
Volvo XC40 po liftingu

Studyjną zapowiedzią trzeciego i najmniejszego SUV-a w ofercie Volvo był przedstawiony w maju 2016 roku prototyp Volvo Concept 40.1, w obszernym zakresie zapowiadający wygląd planowanego wówczas produkcyjnego modelu. Jego premierę poprzedziło sfotografowanie rok później, w maju 2017, głęboko zamaskowanego przedprodukcyjnego egzemplarza zwiastującego debiut gotowego modelu w ciągu najbliższych miesięcy. Volvo XC40 oficjalnie zaprezentowano ostatecznie w drugiej połowie września 2017 jako najmniejszy i najtańszy SUV w ofercie, plasując się poniżej XC60 i XC90.
Pojazd został zbudowany na bazie nowej, modułowej płyty podłogowej CMA, na której oparte zostały także inne kompaktowe modele koncernu Geely z tego okresu jak m.in. Geely Xingyue czy Lynk & Co 01. Platforma pozwoliła wygospodarować obszerny rozstaw osi przy relatywnie niewielkiej długości nadwozia, co przełożyło się na przestrzeń w kabinie pasażerskiej. Wizualnie Volvo XC40 rozwinęło dotychczas stosowaną estetykę firmy, wyróżniając się jednak masywną sylwetką z agresywnie stylizowanymi akcentami. Jednym z charakterystycznych elementów pojazdu nawiązujących do innych modeli marki są światła do jazdy dziennej w kształcie młotu Thora wykonane w technologii LED. Producent przewidział rozbudowany pakiet personalizacji wyglądu zewnętrznego, poza liniami stylistycznymi umożliwiając także zamówienie XC40 z dwubarwnie malowanym nadwoziem.
Kabina pasażerska utrzymana została w typowej dla Volvo z końca drugiej dekady XXI wieku minimalistycznej estetyce. Deskę rozdzielczą przyozdobiły wąskie, pionowe nawiewy, z kolei konsolę centralną zdominował obszerny, 9-calowy ekran dotykowy pozwalający na sterowanie większością funkcji pojazdu na czele z systemem multimedialnym. W przypadku odmiany R-Design, we wnętrzu umożliwiono zastosowanie pomarańczowych akcentów z filcu o kontrastowej barwie m.in. wobec pasów bezpieczeństwa czy wykładziny wokół foteli.
Pojazd otrzymał tytuł Europejskiego Samochodu Roku 2018.

### Lifting
W marcu 2022 zaprezentowane zostało Volvo XC40 po restylizacji, w ramach której stylistyka kompaktowego SUV-a została upodobniona do elektrycznego SUV-a Coupe C40. Samochód zyskał przemodelowany zderzak z charakterystycznie ściętymi reflektorami i przeprojektowaną osłonę chłodnicy. Oświetlenie Full LED wykonano w bardziej zaawansowanej technologii pikselowej, z kolei listę wyposażenia rozbudowano o nowe systemy bezpieczeństwa, nowe kolory malowania nadwozia i przeprojektowane wzory alufelg. Gama wariantów napędowych została zelektryfikowana, z większym niż dotychczas udziałem jednostek typu mild-hybrid.

### Sprzedaż
Jest to pierwszy pojazd Volvo, przy którego sprzedaży uruchomiono program abonamentu „Care by Volvo”, który objął m.in.: ubezpieczenie, przeglądy oraz opony zimowe, a także car-sharing, wynajem większego auta, concierge i usługi door-to-door. Specyfikacja oraz cennik samochodu na rynku polskim zostały opublikowane tuż po premierze z drugiej połowy września 2017. Jako główne zakłady produkcyjne szwedzki producent wybrał zakłady w belgijskiej Gandawie, rozpoczynając wytwarzanie SUV-a pod koniec listopada 2017 roku. Ponadto, z myślą o potrzebach rynków Azji Wschodniej XC40 trafiło do produkcji także w chińskim Luqiao w kwietniu 2019 roku. Volvo XC40 zdobyło dużą popularność na rynku europejskim z rokrocznie rosnącą liczbą sprzedanych egzemplarzy między 2017 a 2021 rokiem. W 2020 roku samochód był drugim najchętniej kupowanym modelem z groma SUV-ów klasy premium w Polsce.

### Wersje wyposażenia
2017–2022:
- Momentum Core
- Momentum
- Momentum Pro
- R-Design
- Inscription
- First Edition Momentum
- First Edition R-Design

od 2022:
- Essential
- Core
- Plus
- Ultimate
- Plus Bright (PHEV)
- Plus Dark (PHEV)

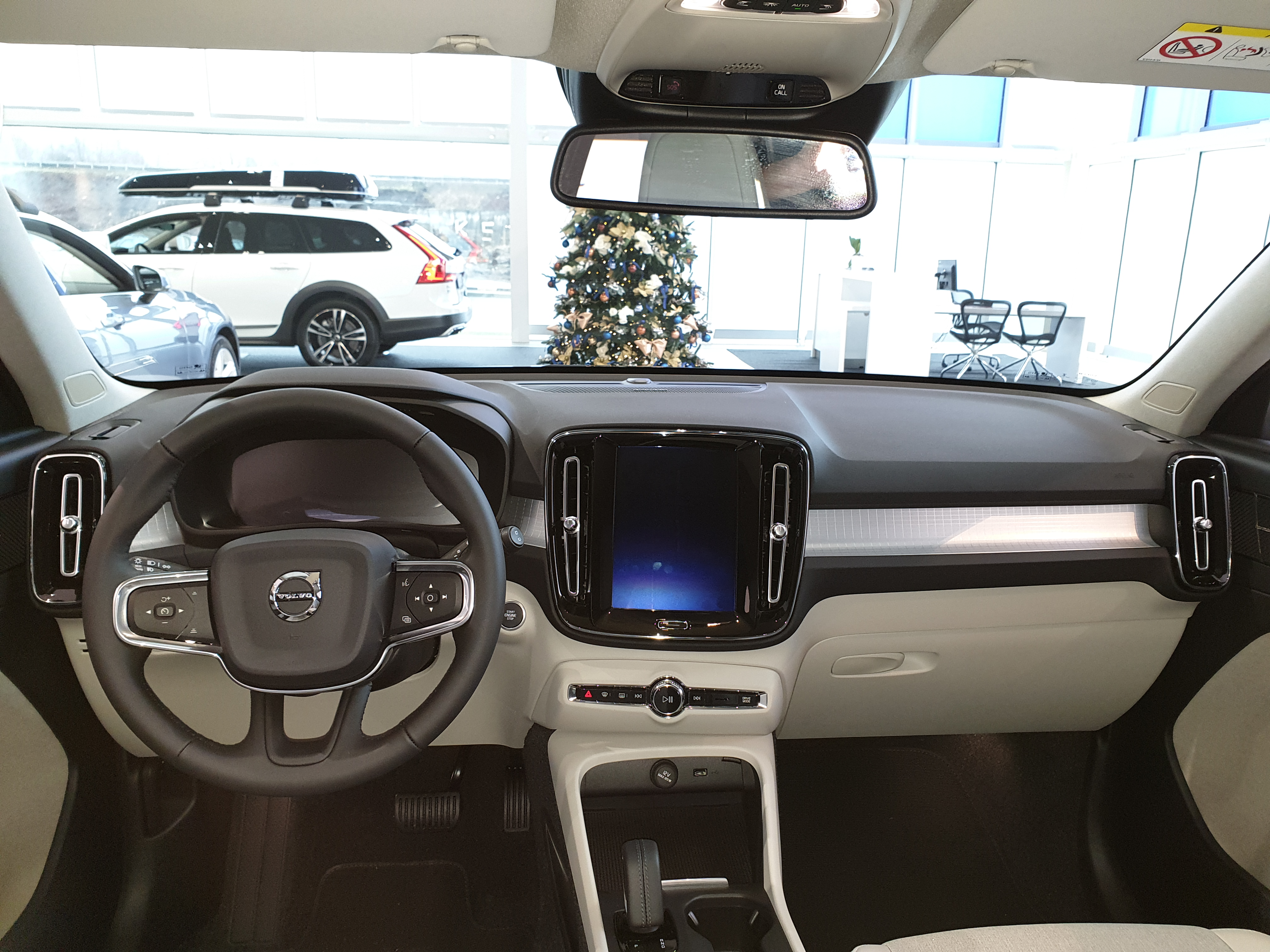
Volvo XC40 Inscription – kokpit

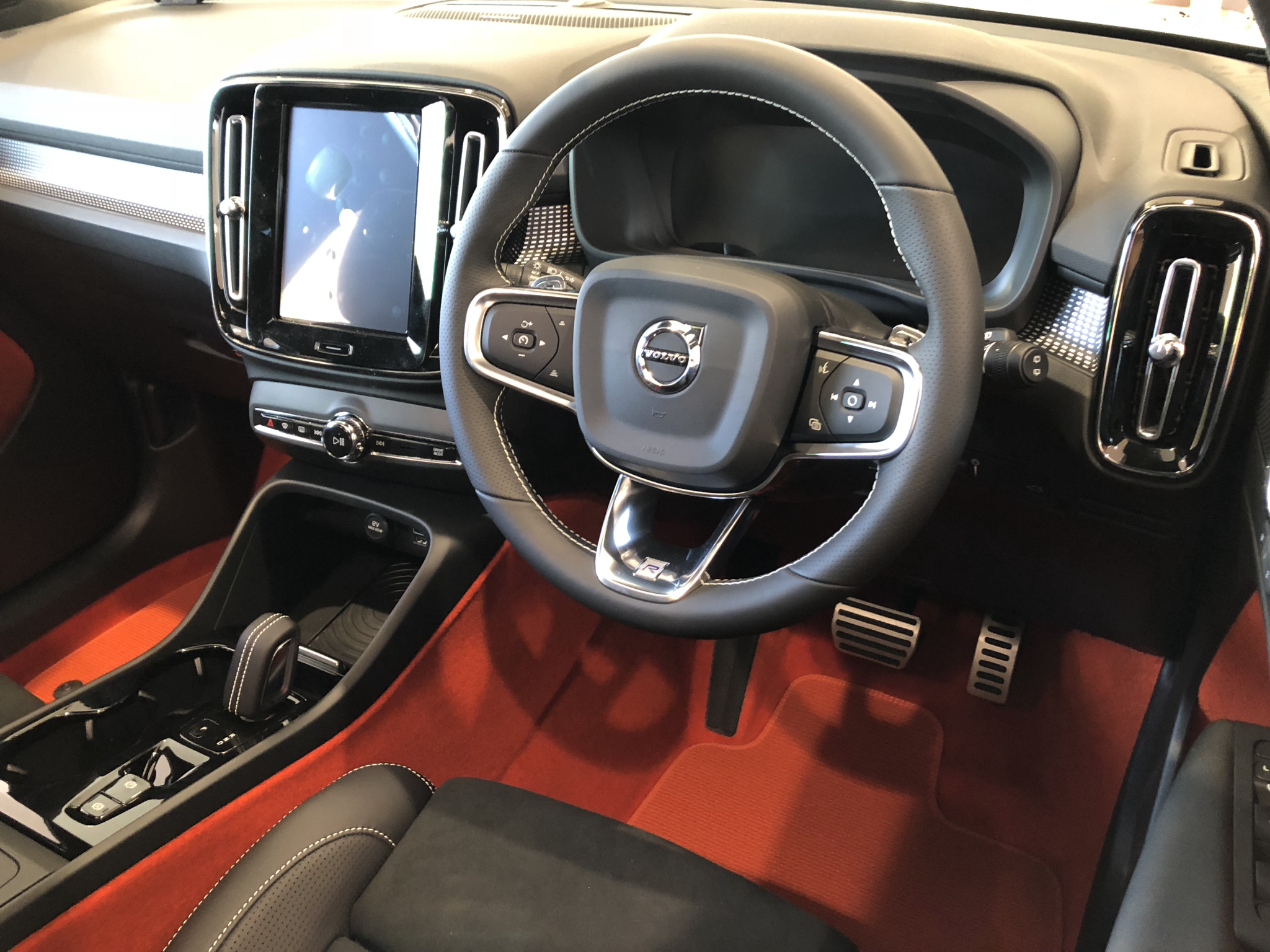
Volvo XC40 R-Design – kokpit

Standardowe wyposażenie pojazdu obejmuje m.in.: system ABS z EBD, ESC, EBA, EBL, SIPS, WHIPS, CTC, TSA i RSC, pakiet City Safety, który m.in. awaryjnie wyhamuje pojazd w przypadku wykrycia ryzyka nieuchronnej kolizji; wykrywając m.in. pieszych, inne pojazdy, rowerzystów, a także zwierzęta. W określonych sytuacjach system może, w celu uniknięcia kolizji, zmienić tor jazdy pojazdu. Standardowo auto wyposażone też jest m.in.: w system unikania lub łagodzenia skutków kolizji z innymi samochodami na skrzyżowaniach, system utrzymywania pojazdu na pasie ruchu, układ ostrzegający o dekoncentracji kierowcy, układ informowania o znakach drogowych, tempomat, czujnik deszczu, system monitorowania ciśnienia w oponach, system audio wyposażony w 9-calowy ekran dotykowy, 3-głośniki, WiFi, Bluetooth oraz USB, klimatyzację, reflektory przednie wykonane w technologii LED oraz 17-calowe alufelgi.
Wersja Momentum dodatkowo wyposażona jest także m.in.: w elektryczną regulację siedzenia kierowcy z 4-stopniową regulacją odcinka lędźwiowego, winylowo-tekstylną tapicerkę, 18-calowe alufelgi, czujniki cofania, Volvo On Car, aluminiowo-skórzaną wielofunkcyjną kierownicę, klimatyzację automatyczną. Natomiast wersja Inscription dodatkowo została wyposażona w skórzaną tapicerkę, światła przeciwmgłowe wykonane w technologii LED. Wersja R-Design wyróżnia się głównie stylizację nadwozia, a także zmodyfikowanym zawieszeniem.
Opcjonalnie auto wyposażone może być m.in.: w system BLIS, funkcję Pilot Assist umożliwiającą półautonomiczną jazdę z prędkością do 130 km/h na drogach szybkiego ruchu, adaptacyjny tempomat, aktywne światła drogowe w technologii Full LED, dwustrefową klimatyzację automatyczną, przednie czujniki parkowania, asystenta parkowania prostopadłego i równoległego, aktywne zawieszenie, podgrzewane siedzenia przednie i tylne, kierownica oraz szyba przednia, elektrycznie otwieraną klapę bagażnika, elektrycznie składane lusterka zewnętrzne, system audio Harman&Kardon wyposażony w 13 głośników, nawigację satelitarną, tuner TV, radio DAB oraz 19-, 20- i 21-calowe alufelgi.

### Silniki
| Silnik                | Oznaczenie silnika                 | Pojemność skokowa [cm³] | Typ silnika        | Układ zasilania    | Moc maksymalna [KM] (kW) przy obr./min | Maks. moment obrotowy [Nm] przy obr./min       |                    |                    |                    |                    |
| Silniki benzynowe:    | Silniki benzynowe:                 | Silniki benzynowe:      | Silniki benzynowe: | Silniki benzynowe: | Silniki benzynowe:                     | Silniki benzynowe:                             | Silniki benzynowe: | Silniki benzynowe: | Silniki benzynowe: | Silniki benzynowe: |
| --------------------- | ---------------------------------- | ----------------------- | ------------------ | ------------------ | -------------------------------------- | ---------------------------------------------- | ------------------ | ------------------ | ------------------ | ------------------ |
| T3                    | B3154T                             | 1.5 Turbo (1477)        | R3                 | wtrysk bezpośredni | do 2019 r. 156 (115)/5000              | 265/1850–3850                                  |                    |                    |                    |                    |
| T3                    | B3154T7 (manual) B3154T2 (automat) | 1.5 Turbo (1477)        | R3                 | wtrysk bezpośredni | od 2019 r. 163 (120)/5500              | 265/1850–3000 (manual) 265/1500–3000 (automat) |                    |                    |                    |                    |
| T4                    | B4204T47                           | 2.0 Turbo (1969)        | R4                 | wtrysk bezpośredni | 190 (140)/5000                         | 300/1300–4000                                  |                    |                    |                    |                    |
| T5                    | B4204T14                           | 2.0 Turbo (1969)        | R4                 | wtrysk bezpośredni | 247 (182)/5500                         | 350/1800–4800                                  |                    |                    |                    |                    |
| T5                    | B4204T36                           | 2.0 Turbo (1969)        | R4                 | wtrysk bezpośredni | 249 (183)/5500                         | 350/1800–4500                                  |                    |                    |                    |                    |
| T5                    | B4204T18                           | 2.0 Turbo (1969)        | R4                 | wtrysk bezpośredni | 252 (185)/5500                         | 350/1500–4800                                  |                    |                    |                    |                    |
| Silniki wysokoprężne: |                                    |                         |                    |                    |                                        |                                                |                    |                    |                    |                    |
| D3                    | D4204T9                            | 2.0 Turbo (1969)        | R4                 | wtrysk common-rail | 150 (110)/3750                         | 320/1750–3000                                  |                    |                    |                    |                    |
| D4                    | D4204T12                           | 2.0 TwinTurbo (1969)    | R4                 | wtrysk common-rail | 190 (140)/4000                         | 400/1750–2500                                  |                    |                    |                    |                    |

### XC40 Recharge

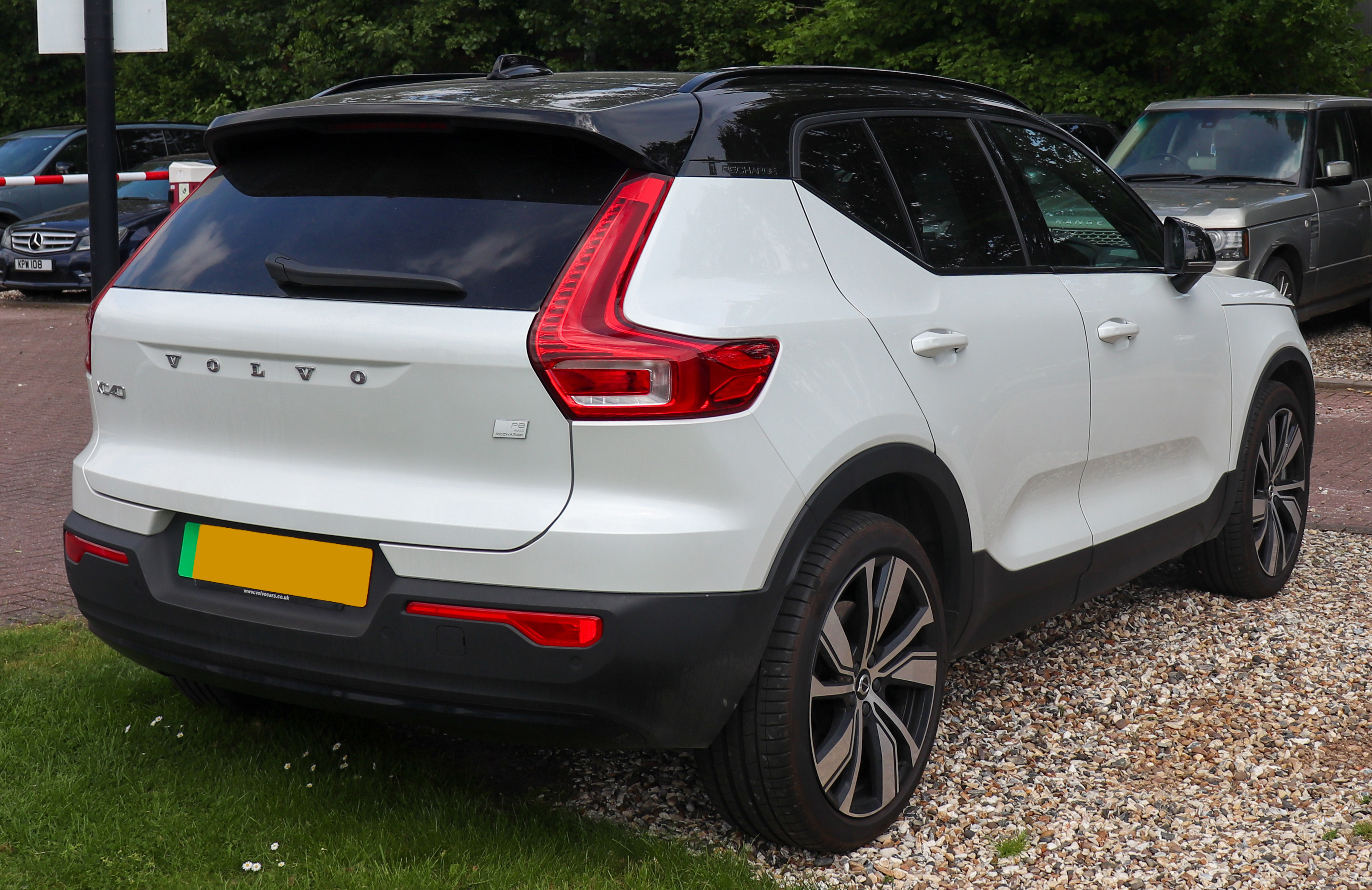
Volvo XC40 Recharge – tył

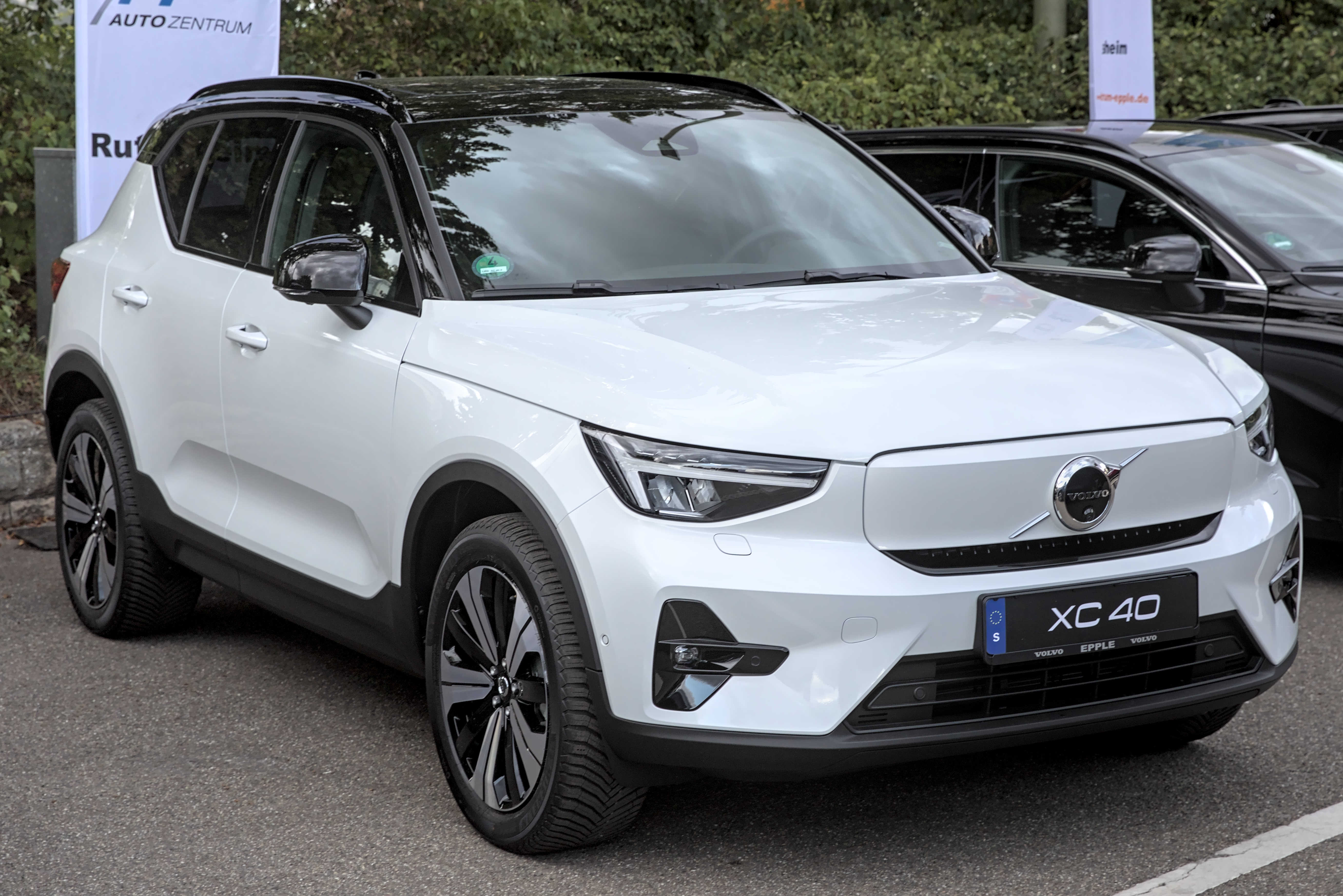
Volvo XC40 Recharge po liftingu

Volvo XC40 Recharge zostało zaprezentowane po raz pierwszy w 2019 roku.
Dwa lata po premierze klasycznego Volvo XC40, szwedzki producent poszerzył rodzinę wariantów napędowych tym razem o model w pełni elektryczny. XC40 Recharge opracowane zostało jako pierwszy seryjny samochód napędzany prądem w historii Volvo, stanowiąc wstęp do ofensywy modelowej wśród konstrukcji o takim źródle zasilania, mających do 2025 roku stanowić docelowo połowę sprzedanych modeli firmy.
Pod kątem wizualnym Volvo XC40 Recharge w minimalnym stopniu odróżniło się od spalinowego odpowiednika, zyskując jedynie inną stylizację pasa przedniego. W miejscu osłony chłodnicy znalazła się duża, plastikowa zaślepka w kolorze nadwozia, na której centralnie umieszczone zostało logo firmowe. Pod względem walorów transportowych zmiana zaszła pod maską – tam wygospodarowano przestrzeń na niewielki przedni bagażnik o pojemności 30 litrów. Prezentując elektryczne XC40, producent wykorzystał w kabinie pasażerskiej nową generację systemu multimedialnego opartego na technologii Android.

### Zmiana nazwy
W lutym 2024 szwedzka firma przeprowadziła korektę nazewnictwa w swojej gamie samochodów elektrycznych, ujednoliając ją według nowego klucza zapoczątkowanego z końcem 2022 roku przez flagowe EX90. Tym sposobem, XC40 Recharge zostało odtąd przemianowane na Volvo EX40, a aktualizacja oprogramowania wzmocniła układ napędowy o dodatkowe 34 KM.

### Lifting
W marcu 2022 Volvo XC40 Recharge, podobnie jak wariant spalinowy, przeszło restylizację dostosowującą wygląd zewnętrzny do modelu C40, choć od dostaw pierwszych egzemplarzy do klientów minęło wówczas niespełna pół roku. Zmiany wizualne skoncentrowały się na pasie przednim, który zyskał ścięte wewnątrz krawędzie reflektorów, a także przeprojektowany przedni zderzak z większymi wlotami powietrza. Inaczej ukształtowano też zaślepkę wlotu powietrza, który pozbawiono obramowania i nadano mu większy kształt.

### Sprzedaż
Produkcja pierwszych sztuk elektrycznego SUV-a rozpoczęła się w belgijskiej Gandawie rok po premierze, w październiku 2020 roku. Podobnie jak wariant spalinowy, tak i Volvo XC40 Recharge trafiło do sprzedaży na rynkach globalnych. Pierwsze sztuki, po opóźnieniach wywołanych niedoborem półprzewodników, rozpoczęto dostarczać do nabywców poczynając od czerwca 2021 roku. Samochód zdobył dużą popularność na rynku europejskim, już w październiku 2021 z 15 tysiącami dostarczonych samochodów stanowiąc 31,5% sprzedaży całej serii modelowej XC40. W marcu 2022 roku uruchomiono produkcję także w malezyjskiej fabryce Volvo w Shah Alam, z kolei w październiku tego samego roku rozpoczęto wytwarzać XC40 Recharge także w Indiach.

### Dane techniczne
Volvo XC40 Recharge to samochód w pełni elektryczny, do którego napędu wykorzystany został początkowo wyłącznie układ stworzony z dwóch silników. Rozwinęły one moc 402 KM przy 600 Nm maksymalnego momentu obrotowego, dzięki baterii o pojemności 78 kWh umożliwiając przejechanie na jednym ładowaniu do 400 kilometrów. W połowie 2022 roku gamę wzbogaciła także tańsza odmiana Single Motor, zgodnie z nazwą napędzana przez pojedynczy silnik o mocy 231 KM i 330 Nm maksymalnego momentu obrotowego. Zasięg akumulatora 69 kWh na jednym ładowaniu według normy WLTP to ok. 420 kilometrów.

### C40 Recharge

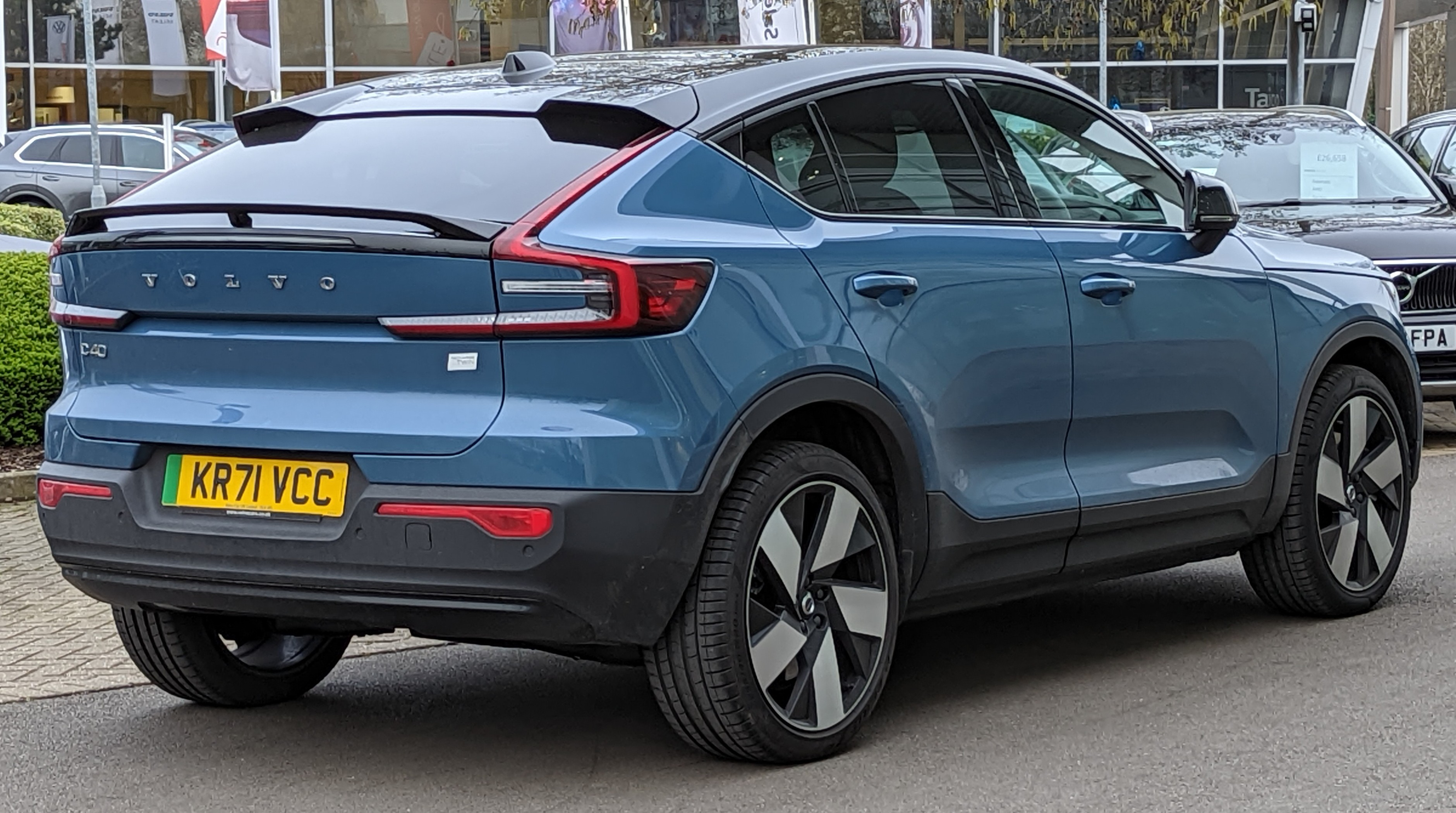
Volvo C40 Recharge – tył

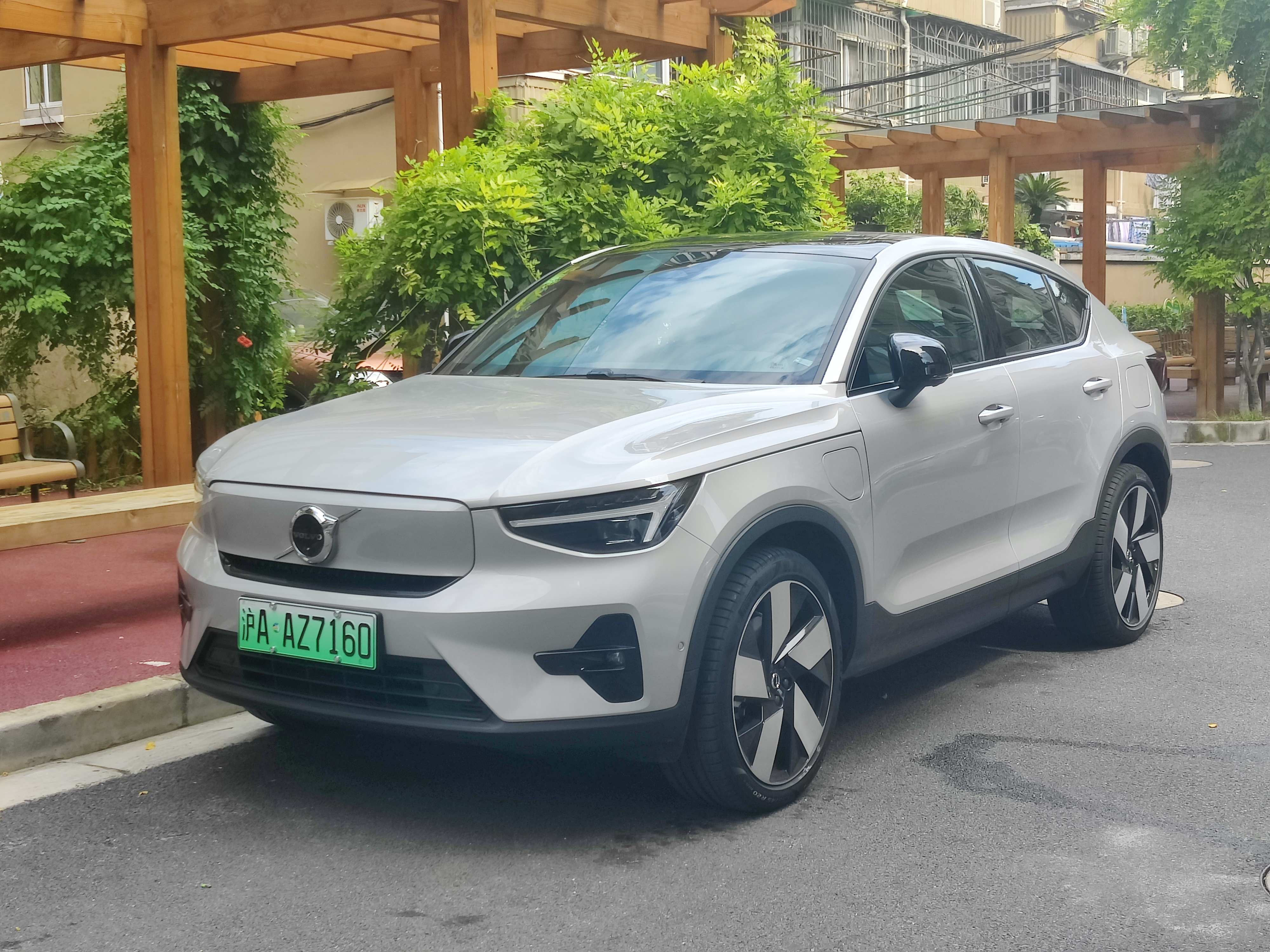
Volvo C40 Recharge w Chinach

Volvo C40 Recharge zostało zaprezentowane po raz pierwszy w 2021 roku.
O możliwości pojawienia się pierwszego SUV-a Coupe w gamie Volvo po raz pierwszy mówiono w 2018 roku, wówczas miał on być klasycznym spalinowym samochodem. Równolegle spekulowano też, że inny model, kompaktowe Volvo V40, otrzyma bezpośredniego następcę w postaci drugiej generacji. Ostatecznie szwedzka firma zdecydowała się jednak zrezygnować z klasycznych kompaktowych samochodów osobowych, planowanym SUV-em Coupe zastępując V40. Samochód otrzymał nazwę C40 Recharge, powstając wyłącznie z myślą o napędzie elektrycznym, będąc drugim takim modelem w ówczesnej ofercie Volvo.
C40 Recharge powstało jako bardziej sportowo stylizowana alternatywa dla XC40 Recharge, odróżniając się od niego łagodniej opadającą linią dachu ku gwałtownie ściętemu tyłowi. Tylną część nadwozia przyozdobiły dwa spojlery, jeden przy krawędzi szyby i drugi na krańcu klapy bagażnika. Dwuczęściowe lampy położone zostały pod ostrym kątem. Z racji na ukształtowanie dachu i elektryczny napęd, bagażnik przy standardowym ułożeniu jest mniejszy o 47 litrów – ma pojemność 413 litrów. W pierwszych miesiącach produkcji, Volvo C40 Recharge do czasu liftingu XC40 i XC40 Recharge odróżniało się od nich inną stylizacją pasa przedniego – po marcu 2022 element ten jednak ujednolicono.

### Zmiana nazwy
W lutym 2024 roku, razem z pokrewnymm modelem o konwencjonalnie uksztatowanej linii nadwozia, Volvo C40 Recharge przeszło korektę nazwy w związku z ujednoliceniem polityki emblematowej wśród samochodów elektrycznych szwedzkiej firmy. W ten sposób samochód przemianowano na Volvo EC40, wzmacniając przy tym układ napędowy o dodatkowe 34 KM bez innych zmian wizualnych i technicznych.

### Sprzedaż
Podobnie jak pokrewne XC40 i XC40 Recharge, produkcja Volvo C40 Recharge ulokowana została w belgijskiej Gandawie. Pierwsze samochodu opuściły fabrykę szwedzkiej firmy w październiku 2021, trafiając do nabywców na rynkach globalnych. Ponadto, do wytwarzania elektrycznego SUV-a Coupe wybrano jeszcze chińską fabrykę w Luqiao, która poza potrzebami tamtejszego rynku została wyznaczona do zaopatrywania także m.in. rynku australijskiego.

### Dane techniczne
Volvo C40 Recharge jest technicznie konstrukcją bliźniaczą wobec modelu XC40 Recharge, dzieląc z nim taką samą specyfikację układu napędowego. W pierwszej kolejności do sprzedaży trafiła topowa odmiana wyposażona w dwa silniki elektryczne o łącznej mocy 408 KM i 660 Nm maksymalnego momentu obrotowego, rozwijając 100 km/h w 4,7 sekundy i osiągając maksymalnie 180 km/h. Bateria o pojemności 78 kWh pozwala przejechać na jednym ładowaniu ok. 450 kilometrów. Tańsza odmiana z jednym silnikiem o mocy 231 KM i maksymalnym momencie obrotowym 330 Nm rozpędza się do 100 km/h w 7,4 sekundy, maksymalnie rozpędzając się do 160 km/h. Bateria o pojemności 69 kWh oferuje zasięg na jednym ładowaniu ok. 438 kilometrów.